# Jacek Krzynówek
Jacek Kamil Krzynówek, poljski nogometaš, * 15. maj 1976, Kamieńsk, Poljska.